# 纽哈伦 (阿拉斯加州)
纽哈伦（英語：Newhalen），是美国阿拉斯加州的一座城市。该市的人口在2000年为160人，2010年有190人。人口在阿拉斯加州排行第108。